# Partido Constitucionalista de São Paulo
El Partido Constitucionalista de São Paulo fue un partido político brasileño fundado en São Paulo el 24 de febrero de 1934 después de la Revolución Constitucionalista de 1932 y disuelto luego de la instauración del Estado Novo el 2 de diciembre de 1937.
Su fundación fue iniciativa del entonces interventor del estado de São Paulo, Armando de Sales Oliveira y resultado de la convergencia entre tres grupos: el Partido Democrático, la Acción Nacional Republicana y la Federación de los Voluntarios. En su breve existencia logró la elección de 22 diputados estaduales y 34 federales superando al Partido Republicano Paulista. Obtuvo también la elección indirecta para gobernador del estado de São Paulo en la que Sales Oliveira derrotó a Altino Arantes del PRP y las elecciones municipales al conseguir la elección de 173 alcaldes y más de mil concejales.